# Parafia św. Barbary w Częstochowie
Parafia Świętej Barbary w Częstochowie – rzymskokatolicka parafia położona w dekanacie Częstochowa – Najświętszej Maryi Panny Jasnogórskiej, archidiecezji częstochowskiej w Polsce, erygowana w 1891.

## Proboszczowie parafii od 1911 roku
Do 1997 roku proboszczami byli księża diecezjalni, od 1997 roku są nimi ojcowie Paulini.
| imię i nazwisko                     | daty urzędowania |
| ----------------------------------- | ---------------- |
| Ks. Marian Nassalski                | 1911–1941        |
| Ks. bp pomocniczy Antoni Zimniak    | 1941–1942        |
| Ks. Wincenty Przygodzki             | 1942–1947        |
| Ks. Józef Małek                     | 1947–1969        |
| Ks. bp pomocniczy Franciszek Musiel | 1969–1987        |
| Ks. Rajmund Frydrych                | 1980/1987–1997   |
| o. Jan Zinówko                      | 1997–2000        |
| o. Andrzej Kuster                   | 2000–2009        |
| o. Ryszard Bortkiewicz              | 2009–2014        |
| o. Ryszard Dec                      | 2014–2020        |
| o. Ryszard Bortkiewicz              | od 2020          |

## Wspólnoty apostolskie
- Chór Parafialny – 15 osób
- Towarzystwo Przyjaciół KUL – 7
- ministranci – schola dziecięca – 40
- Żywy Różaniec – 1 róża

## Kościoły i kaplice
W parafii znajdują się:
- Sanktuarium Najświętszej Marii Panny na Jasnej Górze
- Kaplica Matki Boskiej Częstochowskiej na Jasnej Górze
- Bazylika Znalezienia Krzyża Świętego i Narodzenia Najświętszej Maryi Panny
- Kaplica wieczystej adoracji Najświętszej Eucharystii
- Kaplica domowa OO. Paulinów
- Kaplica pw. św. Józefa w „Halach”
- Kaplica w Domu Pielgrzyma
- Kaplica domowa SS. Antoninek pw. św. Antoniego z Padwy w Domu Pielgrzyma
- Kościół pw. Jezusa Chrystusa Najwyższego i Wiecznego Kapłana przy Wyższym Seminarium Duchownym Archidiecezji Częstochowskiej
- Kaplica seminaryjna pw. Zesłania Ducha Świętego
- Kaplica pw. Najświętszej Maryi Panny Królowej Polski w Wyższym Seminarium Duchownym Archidiecezji Częstochowskiej
- Kaplica pw. Podwyższenia Krzyża Świętego w Domu Formacyjnym przy Wyższym Seminarium Duchownym Archidiecezji Częstochowskiej
- Kaplica pw. św. Tomasza z Akwinu w Domu Profesora przy Wyższym Seminarium Duchownym Archidiecezji Częstochowskiej
- Kaplica pw. Niepokalanego Serca Maryi w Domu SS. Honoratek
- Kaplica pw. NMP Częstochowskiej w Szpitalu Miejskim